# Varroidae
Varroidae zijn  een familie van mijten. Bij de familie zijn twee geslachten met zes soorten ingedeeld.